# Ludwig-Volk-Steg
Der Ludwig-Volk-Steg war eine rund 248 Meter lange Fußgängerbrücke, die den Main bei Kilometer 243,79 überspannte und die beiden unterfränkischen Gemeinden Margetshöchheim und Veitshöchheim miteinander verbunden hat. Nach der Fertigstellung des Höchheimer Mainstegs 2024 wurde der Ludwig-Volk-Steg 2025 abgebrochen.

## Baugeschichte
Bereits Mitte des 20. Jahrhunderts bestand eine Fährverbindung über den Main zwischen Veitshöchheim und Margetshöchheim auf Höhe des Veitshöchheimer Ortszentrums. Aufgrund eines zeitweisen Ausfalls des Fährbetriebs veranlasste der Margetshöchheimer Bürgermeister Ludwig Volk Mitte der 1960er Jahre den ersatzweise Bau eines Fußgängerstegs als Verbindung nach Veitshöchheim. Die Finanzierung erfolgte vor allem mit Spendengeldern. Am 24. Juli 1967 wurde die Fußgängerbrücke, auf Höhe des Margetshöchheimer Ortskern gelegen, eröffnet.
Die beiden Flusspfeiler und der Überbau in den Seitenfeldern befinden sich im Gefährdungsraum der Schifffahrt. Bei einem Schiffsanprall ist ein Bauteilversagen möglich. Dies führte in den 2000er Jahren zur Planung eines Ersatzbauwerks. Der Neubau wird insgesamt 311 m lang sein und bei Main-Kilometer 244,387, nahe der alten Fährstelle stehen. Die Strombrücke, eine 112 m lange Hängebrücke mit Pylonen im Abstand von 124 m, wird den Main mit einem Kreuzungswinkel von 73° überspannen. Die Bauarbeiten begannen im Herbst 2020. Am 5. November 2024 folgte die Eröffnung. Am 20. Januar 2025 wurde der Ludwig-Volk-Steg für den Rückbau gesperrt. Ursprünglich wurde mit 8,4 Millionen Euro Baukosten der Gesamtmaßnahme gerechnet, von denen 48 % die Bundesrepublik Deutschland als Träger der Bundeswasserstraße Main übernimmt.

## Konstruktion
Das insgesamt rund 248 m lange Bauwerk aus dem Jahr 1967 besteht beidseitig im Vorland aus etwa je 50 m langen, im Grundriss gekrümmten Stahlbetonrampen und über dem Main aus einem 147,5 m langen, im Grundriss geraden Stahlkastenträger. Die Strombrücke hat als Bauwerkssystem in Längsrichtung einen dreifeldrigen Durchlaufträger mit Stützweiten von 42,5 m in den beiden Randfeldern und 62,5 m im mittleren Feld. Sie wird von zwei im Main stehenden Stahlbetonpfeilern getragen, die mit ausbetonierten Spundwandkästen flach gegründet sind. Die Vorlandbrücken sind jeweils auf zwei runden Stahlbetonstützen gelagert. Am Übergang zur Hauptbrücke befinden sich rechteckige Trennpfeiler aus Stahlbeton. Der 1,5 m hohe Kastenträger hat eine 2,5 m breite Fahrbahnplatte und eine 0,8 m breite Bodenplatte.